# 国別インターネットレジストリ
国別インターネットレジストリ（National Internet Registry）（以下NIRと略す）は国家や地域レベルでIPアドレスや、一部においてAS番号を配分・管理している組織である。
NIRは主にアジアエリアで見られるが、アジア以外ではメキシコとブラジルに存在する。NIRの活動はそのエリアの地域インターネットレジストリ（RIR）の配下にある。

## APNIC配下にあるNIR
- APJII：Asosiasi Penyelenggara Jasa Internet Indonesia （インドネシア）
- CNNIC：China Internet Network Information Center （中華人民共和国）
- IRINN：Indian Registry for Internet Names and Numbers （インド）
- JPNIC：Japan Internet Network Information Center （日本）
- KISA：Korea Internet & Security Agency （大韓民国）
- TWNIC：Taiwan Internet Network Information Center （台湾）
- VNNIC：Vietnum Internet Network Information Center （ベトナム）

かつてAUNIC：Australian Network Information Centre（オーストラリア）もNIR業務を行っていたが、2001年にAPNICへリソースを移管して解散した。

## LACNIC配下にあるNIR
- NIC Brazil（ブラジル）
- NIC Mexico（メキシコ）